# Дводольні

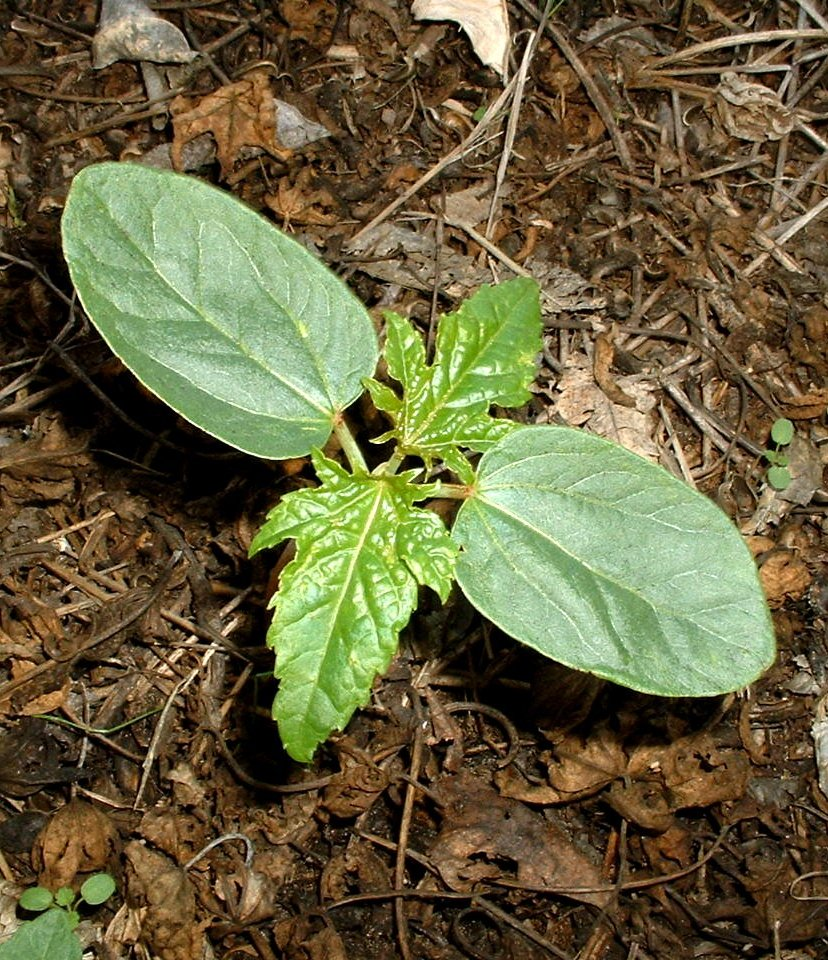
Молода касторова рослина із двома ембріонними листками (котиледони), що відрізняються від дорослих листків

Дводо́льні (Dicotyledoneae, Dicotyledones), Двочастко́ві, Двопрозябце́ві — досить гетерогенна група квіткових рослин, які характеризуються наявністю у зародка двох бічних супротивних насінних долей. Група не створює клади, тому не є таксоном, а розглядається як єдина група тільки з історичної точки зору. У старих системах класифікації рослин (до 1998 року) квіткові рослини звичайно поділялися на дві групи — дводольні та однодольні, зазвичай у ранзі класу. Дводольні — значно більша група, що містить 175—200 тис. видів, приблизно втричі більше, ніж число однодольних.

## Морфологічні особливості
Через різне походження, дводольні відрізняються різноманітністю вегетативних і репродуктивних органів. Навіть найвідоміші ознаки зберігаються не завжди, серед дводольних зустрічаються представники з нетиповими ознаками, а іноді з окремими ознаками, характерними для однодольних.
Насіння: Зародок однодольних має одну розвинену та одну недорозвинену сім'ядолю, тоді як зародок дводольних має дві розвинених сім'ядолі.
Квітки: Частини квітки у однодольних кратні числу три, тоді як у дводольних — кратні числу чотири або п'ять.
Стебло: У однодольних, провідні пучки у стеблі дифузні. У дводольних, на відміну від них, провідні пучки розташовуються кільцеподібно, а між деревиною (ксилемою) і лубом (флоемою) знаходиться особлива тканина — камбій, що забезпечує вторинне потовщення.
Вторинні пагони: У однодольних вторинні пагони зустрічаються рідко, але вони дуже часті в дводольних.
Пилок: У однодольних, пилок має одну борозну або пору, тоді як у дводольних таких структур три.
Коріння: Коренева система звичайно дифузна у однодольних, тоді як у дводольних корінець зародка найчастіше перетворюється на головний корінь, здатний до довголітнього існування.
Листя: У однодольних, головні листові жилки мають пералельну геометрію, у дводольних листя, як правило, з сітчастим жилкуванням. Листова пластинка у дводольних часто розчленована, краї її виїмчасті або зубчасті.

## Значення для людини
Дводольні займають найважливіше місце в господарській діяльності людини. До них належать більшість харчових і кормових рослин: (картопля, гречка, соя, буряк, баштанні і багато інших); плодові і синичні культури (виноград, цитрусові, яблуня, смородина та ін.); олійні (соняшник, арахіс, тунг та ін.); більшість видів дерев (дуб, береза, липа та ін.); чай, кава, какао і сотні найважливіших лікарських рослин, пряні і ароматичні рослини (лавр, коричне дерево та ін.); тютюн; найважливіші волокнисті рослини (бавовник, льон, коноплі, джут та ін.); рослини, що дають каучук, камедь і смоли; багато дубильних, фарбових, ефіроолійних і декоративних рослин.

## Класифікація
Традиційно дводольні назвалися Dicotyledones або Dicotyledoneae в будь-якому ранзі. Якщо вони розглядалися як клас, як в системах Тахтаджяна або Кронквіста, вони, часто називалися магноліопсідами (Magnoliopsida), від назви виду магнолія.
Після публікації системи APG у 1998 році, дводольні рослини більше не розцінюються як «хороша» група, і назва «дводольні рослини» або «дикоти» більше не використовується як назва таксона. Значна більшість колишніх дводольних, проте, формують монофілетичну групу, відому як Еудикоти (eudicots або tricolpates) у сучасній системі класифікації рослин APG II. Їх легко відрізнити від решти квіткових рослин за структурою їхнього пилку. Інші дводольні та однодольні рослини мають пилок з однією борозенкою, або форми, що походять від нього, тоді як еудикоти мають пилок з трьома борозенками (tricolpate), або форми, що походять від нього.
Хоча решта дводольних все ще не створює монофілетичної групи, їх інколи об'єднують у групу палеодікотів (palaeodicots).